# Bärbel Dieckmann

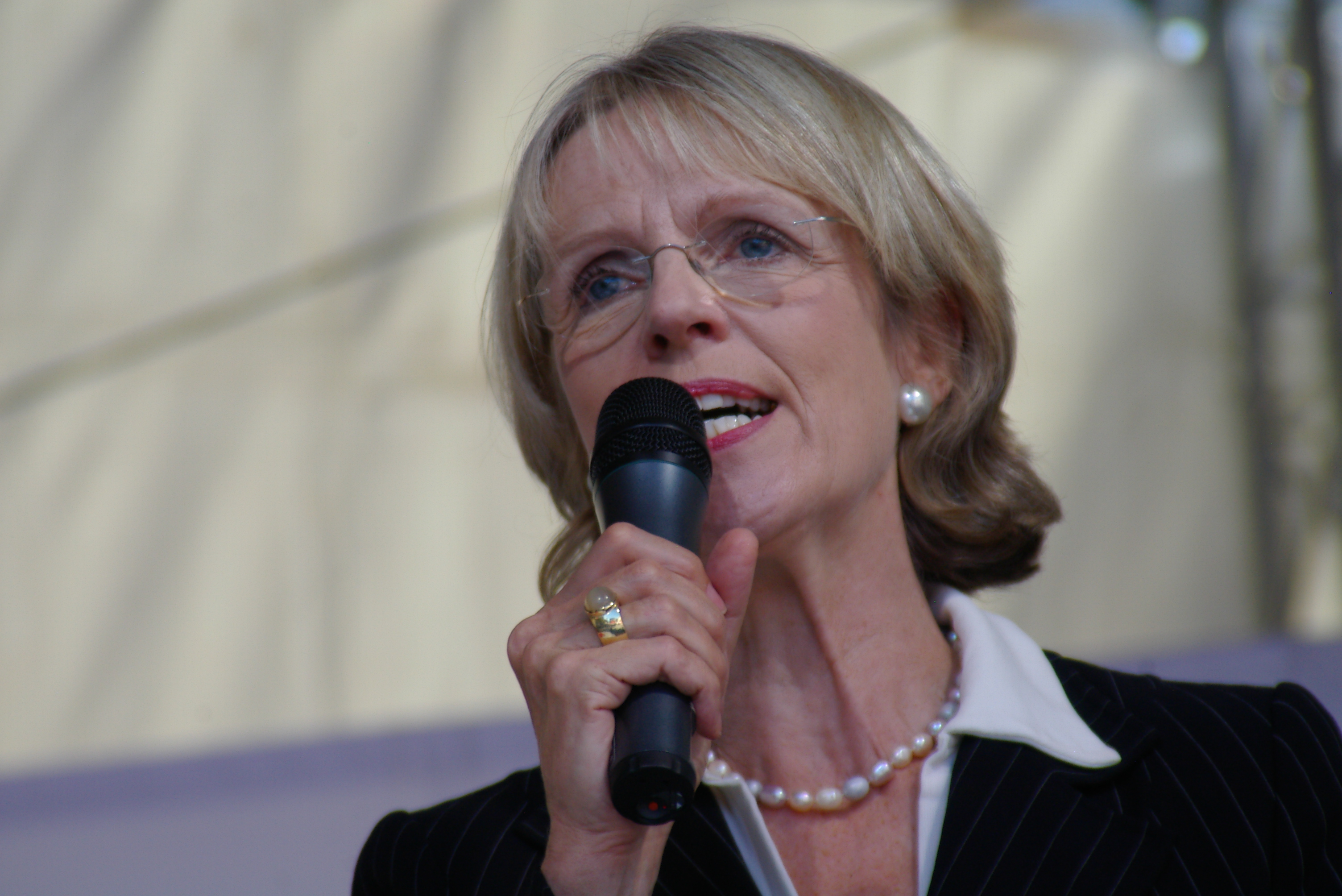
Bärbel Dieckmann (2006)

Barbara „Bärbel“ Dieckmann (* 26. März 1949 in Leverkusen als Barbara Pritz) ist eine deutsche Politikerin (SPD). Sie war von 1994 bis 2009 Oberbürgermeisterin von Bonn. Von 2001 bis 2009 war sie Mitglied des Bundesvorstandes sowie des Parteipräsidiums und von 2005 bis 2007 auch stellvertretende Bundesvorsitzende der SPD.

## Leben
Barbara Pritz wurde in Leverkusen als ältestes von fünf Geschwistern der Eheleute Paul und Marianne Pritz geboren. Sie besuchte von 1955 bis 1958 die Deutsche Schule in Genua, wo ihr Vater als Konsul tätig war. Danach besuchte sie noch sechs Monate die katholische Nikolaus-Schule in Bonn-Kessenich.

### Studium und Beruf
1967 machte sie an der Bonner Liebfrauenschule Abitur. Anschließend studierte Dieckmann von 1967 bis 1972 Philosophie, Geschichte und Sozialwissenschaften an der Rheinischen Friedrich-Wilhelms-Universität. Im Juni 1972 legte sie die Erste Staatsprüfung für das Lehramt am Gymnasium in den Fächern Geschichte und Sozialwissenschaften ab. Von 1974 bis 1977 war Bärbel Dieckmann Studienrätin an der Gesamtschule Köln-Rodenkirchen und nach einer Elternzeit (1977–1983) bis 1995, zuletzt als Studiendirektorin und Mitglied der Schulleitung am Ernst-Moritz-Arndt-Gymnasium in Bonn tätig.
Von 1974 bis 1990 war sie zudem Mitglied der Landesschulbuchkommission „Politische Bildung“ NRW.

### Familie
Bärbel Dieckmann ist seit 1973 verheiratet mit Jochen Dieckmann. Dieser war von 1999 bis 2005 Justiz- bzw. Finanzminister des Landes NRW und von 2005 bis 2007 Landesvorsitzender der SPD Nordrhein-Westfalen. Sie ist Mutter von vier Kindern, zwei Zwillingspaaren. Christoph und Markus kamen 1976 zur Welt und sind ehemalige, erfolgreiche Beachvolleyball-Spieler (u. a. Beachvolleyball-Europameister). Das zweite Zwillingspaar (Töchter) kam im Juni 1977 zur Welt.

## Bonner Oberbürgermeisterin
1993 wählte die Bonner SPD Bärbel Dieckmann zur Spitzenkandidatin im Kommunalwahlkampf 1994. Bei dieser Wahl sorgten die Wähler für einen tiefen Einschnitt in die Bonner Stadtgeschichte. SPD und Grüne beendeten die jahrzehntelange Vorherrschaft der CDU. Bärbel Dieckmann wurde von der damaligen rot-grünen Mehrheit des Stadtrats als Nachfolgerin von Hans Daniels (CDU) zur Oberbürgermeisterin gewählt.
Auf der Grundlage der Kommunalverfassungsreform wurde Bärbel Dieckmann 1995 vom Stadtrat zur hauptamtlichen Oberbürgermeisterin und Chefin der Stadtverwaltung gewählt. 1999 wurde sie in der Stichwahl gegen Helmut Stahl (CDU) für eine zweite Amtszeit direkt gewählt. 2004 erhielt sie bereits im ersten Wahlgang die Stimmenmehrheit von 56,8 %. Nach 15 Jahren an der Spitze der Bonner Stadtverwaltung bewarb sie sich bei der Kommunalwahl 2009 nicht mehr um eine Wiederwahl. Im September 2009, einen Monat vor dem Ende ihrer regulären Amtszeit, forderte der Rat der Stadt Bärbel Dieckmann mehrheitlich zum Rücktritt auf, den sie jedoch ablehnte. Hintergrund war der Skandal um das geplante World Conference Center Bonn (WCCB). Der wurde im August 2009 öffentlich, als Bärbel Dieckmann in einem Interview im WDR fälschlicherweise behauptete, „die Stadt habe keine Bürgschaft übernommen“, sondern sei, wenn alles schieflaufe, „nur für die Zinsen zuständig“. Schlussendlich haftet jedoch die Stadt für 104,3 Millionen plus Zinsen gegenüber der Sparkasse Köln/Bonn wegen einer sogenannten „Nebenabrede“, die die Oberbürgermeisterin unterzeichnet hatte.
Zu ihrem Nachfolger als Oberbürgermeister wurde am 30. August 2009 Jürgen Nimptsch, ebenfalls ein Sozialdemokrat, gewählt und am 29. Oktober 2009 vereidigt.
Ihre Amtszeit war geprägt durch einen tiefgreifenden Strukturwandel der Stadt Bonn und der Region, nicht zuletzt durch die Ansiedlung internationaler Organisationen insbesondere auch der Vereinten Nationen, wie z. B. der UN-Volunteers (1996), des UN-Klimasekretariats (auch 1996) und des Wüstensekretariats (Ständiges Sekretariat des Übereinkommen der Vereinten Nationen zur Bekämpfung der Wüstenbildung). Auch die Bedeutung Bonns als Wissenschafts- und Wirtschaftsstandort wurde gestärkt. Die Beethovenstadt Bonn erhielt durch die Wiedereinführung des Internationalen Beethovenfestes eine große Ausstrahlung.
2009 leitete die Staatsanwaltschaft Bonn im Zusammenhang mit dem WCCB gegen Dieckmann und zwei städtische Projektleiter ein Ermittlungsverfahren wegen des Verdachts der Untreue in einem besonders schweren Fall ein. Im September 2010 wurde das Ermittlungsverfahren um den Ermittlungspunkt der Bestechlichkeit erweitert. Im März 2012 teilte die Anklagebehörde mit, dass das Ermittlungsverfahren gegen Bärbel Dieckmann mangels hinreichenden Tatverdachts eingestellt wurde. Das Strafverfahren gegen die beiden Projektleiter ist gegen Zahlung von Geldauflagen im Juni 2015 eingestellt worden.
Die Stadt Bonn nahm Dieckmann gerichtlich auf (Beamten-)Regress in Anspruch. Das Verwaltungsgericht Köln verurteilte Dieckmann sowie den früheren Stadtdirektor Hübner im September 2020 (VG Köln, Urteil vom 10. September 2020, Az. 19 K 4769/18) zu jeweils einer Million Euro Schadenersatz wegen Verletzung ihrer Dienstpflichten, weil sie u. a. den Stadtrat nicht ausreichend über mögliche finanzielle Risiken im Zusammenhang mit dem World Conference Center Bonn informiert hätten. Tenor: Der Klägerin, der Stadt Bonn, sei dadurch ein kausaler Schaden entstanden. Bärbel Dieckmann hat gegen das Urteil Berufung eingelegt. Bis heute (November 2021) ist darüber noch nicht entschieden.
Im Herbst 2022 unterbreitete das Oberverwaltungsgericht NRW bezüglich der Schadensersatzklage gegen Ex-OB Bärbel Dieckmann und den ehemaligen Stadtdirektor Arno Hübner auf Grundlage des Mediationsgesetzes einen Vorschlag im Zusammenhang mit dem WCCB-Skandal. Der Stadtrat hatte dem in nichtöffentlicher Sitzung mehrheitlich gegen die FDP und den Bürger Bund Bonn zugestimmt. „Wie aus einer vertraulichen Vorlage an die politischen Gremien hervorgeht, hat das OVG die Mediation – ein sogenanntes Güterichter-Verfahren – angeregt. Zur Begründung habe das OVG ausgeführt, dass der Ausgang des Verfahrens offen sei, da die Geschehnisse lange zurückliegen. Der Bauskandal wurde vor 13 Jahren öffentlich. Es seien viele Verantwortungsträger in die Abläufe eingebunden gewesen, was einen jahrelangen, schwierigen Prozess erforderlich mache“.

## Präsidentin Welthungerhilfe

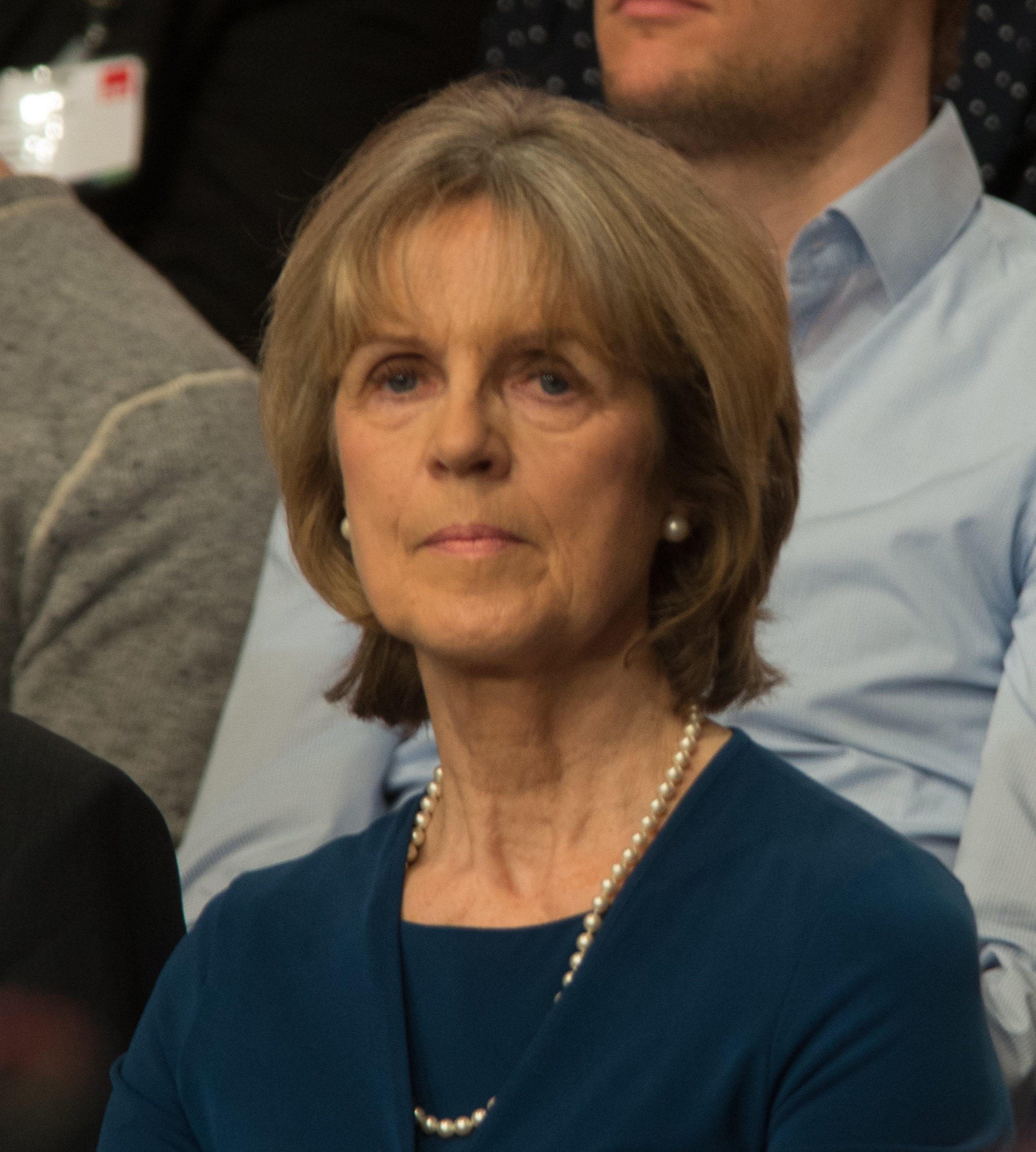
Bärbel Dieckmann, 2017

Im November 2008 wurde Bärbel Dieckmann zur Präsidentin der Welthungerhilfe gewählt. Zum 22. November 2018 legte sie dieses ehrenamtliche Amt aus privaten Gründen nieder. Ihr Ehemann Jochen Dieckmann, früherer NRW-Justizminister, leide an einer chronischen Krankheit.
Dieckmann erhielt 2021 aus der Hand des Bundesministers Gerd Müller (CSU) die Eine-Welt-Medaille 2020 (langjähriges Engagement) „für ihren Einsatz für internationale Solidarität, als Präsidentin der Deutschen Welthungerhilfe und durch die Unterstützung zivilgesellschaftlicher Initiativen“.

## Öffentliche Ämter

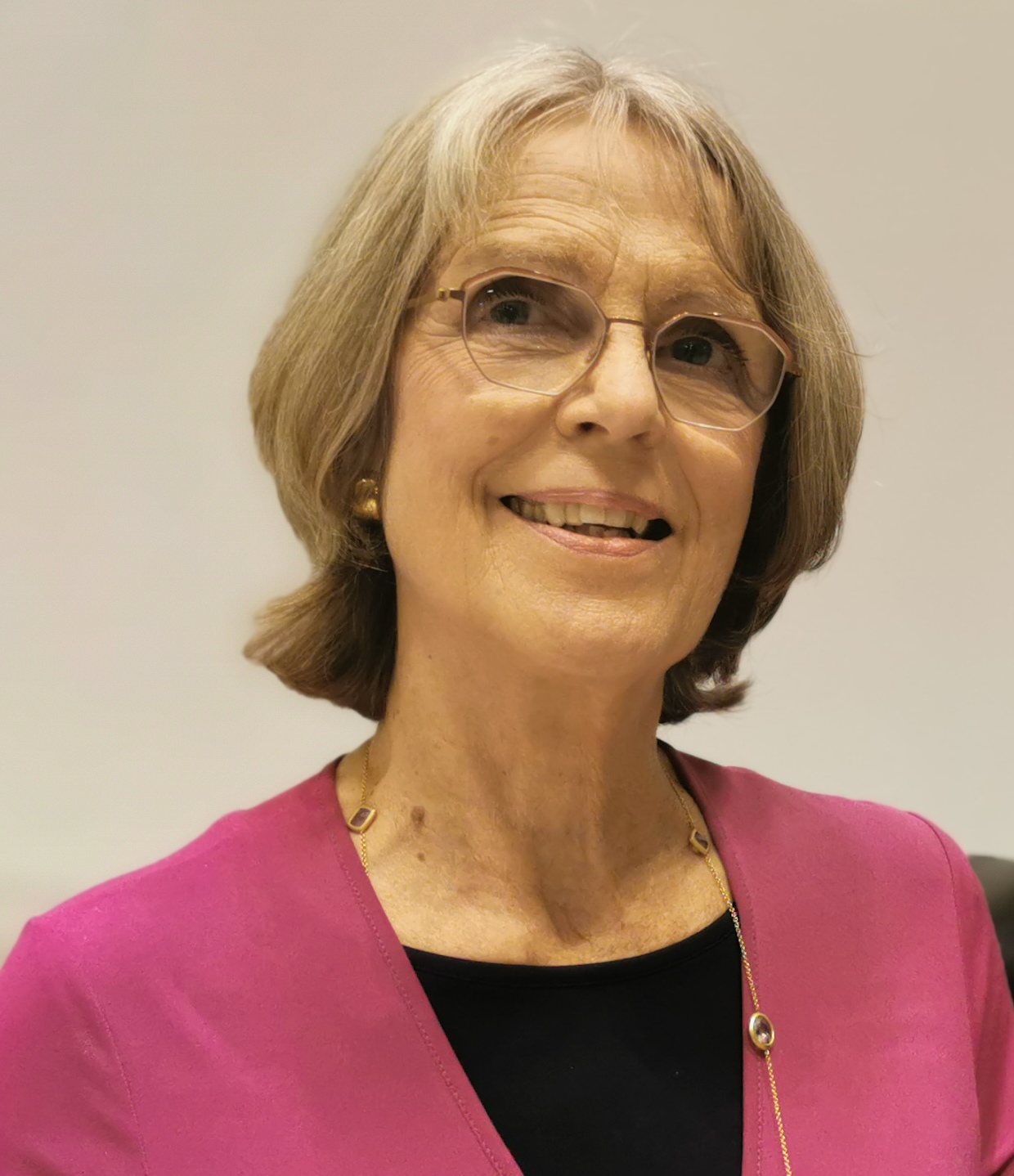
Bärbel Dieckmann (2021)

Sie ist Mitglied im Präsidium der Deutschen Gesellschaft für die Vereinten Nationen. Ferner wurde sie bis Ende 2019 in den Beirat des Vereins Transparency International Deutschland berufen. Diese Berufung wurde von Mitgliedern von Transparency International kritisiert, da Dieckmann im Rahmen des Zivilprozesses zum WCCB der Justiz bis zur gerichtlich erzwungenen Zeugenaussage im Dezember 2017 jegliche Mithilfe als Zeugin versagt und damit letztendlich zur Intransparenz in diesem Fall beigetragen habe. Sie ist Mitglied des Kuratoriums der Stiftung Deutscher Nachhaltigkeitspreis e. V.
Bärbel Dieckmann setzt sich ein gegen Lebensmittelverschwendung u. a. als Vorsitzende der Jury beim Bundeswettbewerb „Zu gut für die Tonne“. Außerdem ist sie Vorstandsmitglied bei der NGO „Cradle to Cradle“.
2019 setzte die Bundesregierung durch Kabinettsbeschluss die unabhängige Fachkommission Fluchtursachen ein. Den Vorsitz nahmen Gerda Hasselfeldt, Präsidentin des Deutschen Roten Kreuzes und Bärbel Dieckmann, ehemalige Präsidentin der Welthungerhilfe, gleichberechtigt wahr. Die Kommission bestand aus 24 Experten aus Wissenschaft und Praxis und war geschlechterparitätisch besetzt. Der Bericht wurde von der Kommission einstimmig beschlossen und am 18. Mai 2021 der Bundesregierung und dem Bundestag übergeben.